# Hugo XII. z Lusignanu
Hugo XII. z Lusignanu (francouzsky Hugues XII de Lusignan, 1235/1240 – po 25. srpnu 1270) byl pán z Lusignanu, Couhe a Peyrat, hrabě z La Marche a Angoulême.
Narodil se jako nejstarší syn Huga XI. z Lusignanu a Jolandy, dcery bretaňského vévody Petra Mauclerca. Otec roku 1250 padl ve Svaté zemi a za nezletilého Huga regentskou vládu vykonávala matka. 29. ledna 1253/4 se v Fougères oženil s Johanou z Fougères, dcerou a dědičkou Rola III. z Fougères. O dvacet let později věren rodové tradici vyslyšel volání křížových výprav, přijal kříž a zemřel během kruciáty krále Ludvíka IX. v důsledku epidemie ve vojenském ležení. Jeho ostatky byly přepraveny do vlasti a pohřbeny v rodovém klášteře La Couronne. Dědicem panství se stal nejstarší syn Hugo XIII.
.